# 井上正仁
井上 正仁（いのうえ まさひと、1949年2月20日 - ）は、日本の法学者。東京大学名誉教授。法務省特別顧問。元日本刑法学会理事長。専門は刑事訴訟法。日本学士院会員。和歌山県和歌山市出身。

## 人物
東京大学法学部卒業後、同大学助手、助教授、教授、早稲田大学法科大学院教授を経て、現在、東京大学名誉教授・法務省特別顧問。一時期、バークレーにて教鞭をとる。指導教官は団藤重光（井上は団藤の最後の弟子である）、松尾浩也。
法制審議会・刑事法部会委員として、1999年の通信傍受法成立に寄与した。また、近年の司法制度改革においては、司法制度改革審議会・司法制度改革推進本部検討会等の委員として法科大学院の創設や裁判員制度・公判前整理手続・被疑者国選弁護制度の導入などに大きな役割を果たした。
2010年、前田恒彦元検事らによる大阪地検特捜部主任検事証拠改ざん事件を受けて設置された検察の在り方検討会議委員に就任。2011年からは法制審議会・新時代の刑事司法制度特別部会委員として、通信傍受法の適用拡大や、司法取引導入、取調可視化の導入などの議論をリードした。新時代の刑事司法制度特別部会でまとめられた案を元に、第3次安倍内閣によって「刑事訴訟法等の一部を改正する法律案」として11法案一括で国会提出され、2016年5月24日、衆議院で可決・成立した。

## 略歴
- 1967年（昭和42年）3月 - 和歌山県立桐蔭高等学校卒業[1]
- 1971年（昭和46年）6月 - 東京大学法学部卒業[4]
- 1971年（昭和46年）7月 - 東京大学法学部助手[4]
- 1975年（昭和50年）1月 - 東京大学法学部助教授[4]
- 1978年（昭和53年）7月 - ハーバード大学ロースクール、カリフォルニア大学バークレー校ロースクール、アウクスブルク大学法学部各客員研究員（至1980年7月）[1]
- 1986年（昭和61年）2月 - 東京大学法学部教授[4]
- 1988年（昭和63年）4月 - カリフォルニア大学バークレー校ロー・スクール客員教授（至1989年2月）[1]
- 1991年（平成3年）4月 - 東京大学大学院法学政治学研究科教授[4]
- 1994年（平成6年）2月 - ケルン大学法学部、ワシントン大学ロースクール（シアトル）各客員研究員（至1994年9月）[1]
- 2004年（平成16年）4月 - 東京大学大学院法学政治学研究科法曹養成専攻長（至2005年3月）[4]
- 2007年（平成19年）4月 - 東京大学大学院法学政治学研究科長・法学部長（至2010年3月）[4]
- 2013年（平成25年）3月 - 東京大学定年退職[4]
- 2013年（平成25年）4月 - 早稲田大学大学院法務研究科教授[1]
- 2013年（平成25年）6月 - 東京大学名誉教授[1]
- 2019年（平成31年）3月 - 早稲田大学退職[5]
- 2019年（平成31年）4月 - 法務省特別顧問

## 役職
- 法制審議会会長
- 法制審議会少年法・刑事法部会部会長
- 最高裁判所刑事規則制定諮問委員会委員長
- 犯罪被害者等施策推進会議委員
- 検察官適格審査会委員
- 検察の在り方検討会議委員
- 法務省・裁判員制度に関する検討会座長
- 中央教育審議会専門委員
- 日本刑法学会理事長
- 法科大学院協会副理事長
- 司法制度改革審議会委員
- 司法制度改革推進本部裁判員制度・刑事検討会及び公的弁護制度検討会座長，法曹養成制度検討会委員
- 司法試験考査委員（刑事訴訟法）
- 矯正保護審議会委員
- 中央教育審議会大学分科会法科大学院特別委員会座長

等を歴任。

## 著書
- 『刑事訴訟における証拠排除』弘文堂、1985年。ISBN 4-335-35065-1。
- ローク・M・リード、山室恵共著『アメリカの刑事手続』有斐閣、1987年。ISBN 978-4641040908。
- 『捜査手段としての通信・会話の傍受』有斐閣、1997年。ISBN 4-641-04163-6。
- 佐藤幸治、竹下守夫共著『司法制度改革』有斐閣、2002年。ISBN 4-641-02778-1。
- 長沼範良、酒巻匡、大澤裕、川出敏裕他共著『ケースブック刑事訴訟法』有斐閣、2004年。ISBN 4-641-04218-7。
  - 長沼範良、酒巻匡、大澤裕、川出敏裕他共著『ケースブック刑事訴訟法 第2版』有斐閣、2006年。ISBN 4-641-04235-7。
  - 酒巻匡、大澤裕、川出敏裕、堀江慎司共著『ケースブック刑事訴訟法 第3版』有斐閣、2009年。ISBN 978-4-641-04266-7。
  - 酒巻匡、大澤裕、川出敏裕、堀江慎司共著『ケースブック刑事訴訟法 第4版』有斐閣、2013年。ISBN 978-4-641-04294-0。
  - 酒巻匡、大澤裕、川出敏裕、堀江慎司他共著『ケースブック刑事訴訟法 第5版』有斐閣、2018年。ISBN 978-4-641-13933-6。
- 『強制捜査と任意捜査』有斐閣、2006年。ISBN 4-641-04234-9。
  - 『強制捜査と任意捜査 新版』有斐閣、2014年。ISBN 978-4641139053。

## 論文
- 「刑事手続における体液の強制採取」（『法学協会百周年記念論文集』第2巻、有斐閣、1983年）
- 「電話逆探知の適法性」（『内藤謙先生古稀祝賀・刑事法学の現代的状況』有斐閣、1994年）
- 「刑事免責と嘱託証人尋問調書の証拠能力（1）（2）」（『ジュリスト』1069号、1072号、1995年）
- 「強制採尿令状による採尿場所への強制連行」（『香川達夫博士古稀祝賀・刑事法学の課題と展望』成文堂，1996年）
- 「令状主義の形成過程」（『司法研修所論集』99号、1997年）
- 「任意捜査と強制捜査の区別」（刑事訴訟法の争点（新版）、1991年）
- 「場所に対する捜索令状と人の身体・所持品の捜索」（『松尾浩也先生古稀祝賀論文集』下巻、有斐閣、1998年）